# Lisbeth Gustafsson
Lisbeth Gustafsson, född 1951  i Ekeby församling i Östergötlands län, är en svensk journalist och författare. 

## Biografi
Lisbeth Gustafsson har avlagt fil. kand.-examen vid Uppsala universitet och har arbetat som nyhetsjournalist på Västerbottens Folkblad, Nordnytt och Aktuellt samt som redaktionschef för livsåskådning vid Sveriges Television. Under åren 1984–1986 var hon lärare i TV-journalistik vid dåvarande Journalisthögskolan och 1985–1992 programledare i Sigtunastiftelsens seminarieverksamhet kring kultur, teologi och livsfrågor. 1992–2004 arbetade hon som TV-producent och skribent i livsåskådningsfrågor samt som utbildare av journalister i livsåskådningsjournalistik. Hon har arrangerat ett antal kurser och studieresor för journalister till Jerusalem i samarbete med bland annat FOJO Medieinstitutet och Svenska teologiska institutet.
Åren 2005–2010 arbetade Gustafsson som kultursekreterare på nationell nivå i Svenska kyrkan, där hon bland annat ansvarade för kyrkans årliga satsning Se människan vid Bok & Biblioteksmässan. 2011–2014 tjänstgjorde hon som biträdande förbundsrektor för Studieförbundet Bilda med ansvar för förbundets verksamhetsutveckling i Sverige och vid Swedish Christian Study Center i Jerusalem. Fram till 2017 anlitades hon av Katarina församling i Stockholm för dokumentation och spridning av kyrkans förnyelsearbete. Under drygt ett år assisterade hon kyrkoherde Olle Carlsson som verksamhetschef. Hon är en återkommande röst i Sveriges Radios Tankar för dagen och har bidragit som ledarskribent i Kyrkans Tidning. Lisbeth Gustafsson är ordförande i Stiftelsen Mäster Eckhartsällskapet, som förvaltar arvet efter religionsfilosofen Hans Hof.
Hon tilldelades Svenska kyrkans kulturpris 1995 och utsågs  2015 till hedersdoktor vid Uppsala universitet.